# Assenay
Assenay est une commune française située dans le département de l'Aube, en région Grand Est.

## Géographie
| Roncenay               |         | Villy-le-Maréchal |
|                        | Assenay |                   |
| Saint-Jean-de-Bonneval |         | Villy-le-Bois     |

### Hydrographie
La commune est dans la région hydrographique « la Seine de sa source au confluent de l'Oise (exclu) » au sein du bassin Seine-Normandie. Elle est drainée par la Mogne, le canal 01 des Epinettes, le Fossé 01 de l'Osière et le ruisseau d'Onmont,.
La Mogne, d'une longueur de 17 km, prend sa source dans la commune de Crésantignes et se jette  dans l'Hozain à Isle-Aumont, après avoir traversé 13 communes.

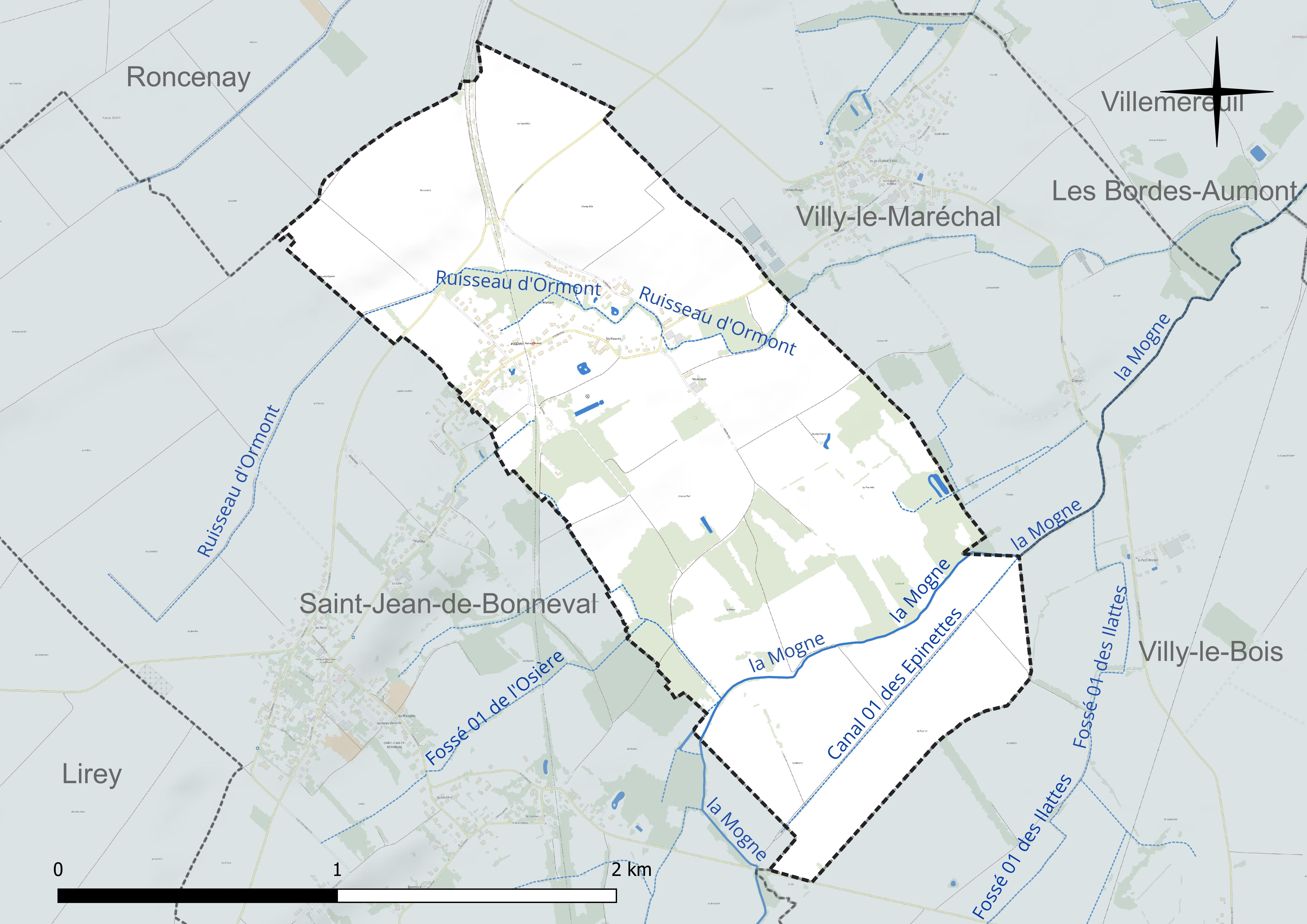
Réseau hydrographique d'Assenay.

### Climat
Pour des articles plus généraux, voir Climat du Grand Est et Climat de l'Aube.
En 2010, le climat de la commune est de type climat océanique dégradé des plaines du Centre et du Nord, selon une étude du Centre national de la recherche scientifique s'appuyant sur une série de données couvrant la période 1971-2000. En 2020, Météo-France publie une typologie des climats de la France métropolitaine dans laquelle la commune est exposée à un climat océanique altéré et est dans la région climatique Lorraine, plateau de Langres, Morvan, caractérisée par un hiver rude (1,5 °C), des vents modérés et des brouillards fréquents en automne et hiver.
Pour la période 1971-2000, la température annuelle moyenne est de 10,5 °C, avec une amplitude thermique annuelle de 15,8 °C. Le cumul annuel moyen de précipitations est de 732 mm, avec 11,6 jours de précipitations en janvier et 7,8 jours en juillet. Pour la période 1991-2020, la température moyenne annuelle observée sur la station météorologique de Météo-France la plus proche, « Saint-Pouange », sur la commune de Saint-Pouange à 5 km à vol d'oiseau, est de 11,5 °C et le cumul annuel moyen de précipitations est de 707,5 mm. 
La température maximale relevée sur cette station est de 42,2 °C, atteinte le 24 juillet 2019 ; la température minimale est de −21 °C, atteinte le 9 janvier 1985,,.
Les paramètres climatiques de la commune ont été estimés pour le milieu du siècle (2041-2070) selon différents scénarios d'émission de gaz à effet de serre à partir des nouvelles projections climatiques de référence DRIAS-2020. Ils sont consultables sur un site dédié publié par Météo-France en novembre 2022.

## Urbanisme

### Typologie
Au 1er janvier 2024, Assenay est catégorisée commune rurale à habitat dispersé, selon la nouvelle grille communale de densité à 7 niveaux définie par l'Insee en 2022.
Elle est située hors unité urbaine. Par ailleurs la commune fait partie de l'aire d'attraction de Troyes, dont elle est une commune de la couronne,. Cette aire, qui regroupe 209 communes, est catégorisée dans les aires de 200 000 à moins de 700 000 habitants,.

### Occupation des sols
L'occupation des sols de la commune, telle qu'elle ressort de la base de données européenne d’occupation biophysique des sols Corine Land Cover (CLC), est marquée par l'importance des territoires agricoles (91,7 % en 2018), une proportion identique à celle de 1990 (91,7 %). La répartition détaillée en 2018 est la suivante : 
terres arables (68,3 %), zones agricoles hétérogènes (13,2 %), prairies (10,2 %), forêts (6,4 %), zones urbanisées (1,9 %). L'évolution de l’occupation des sols de la commune et de ses infrastructures peut être observée sur les différentes représentations cartographiques du territoire : la carte de Cassini (XVIIIe siècle), la carte d'état-major (1820-1866) et les cartes ou photos aériennes de l'IGN pour la période actuelle (1950 à aujourd'hui).

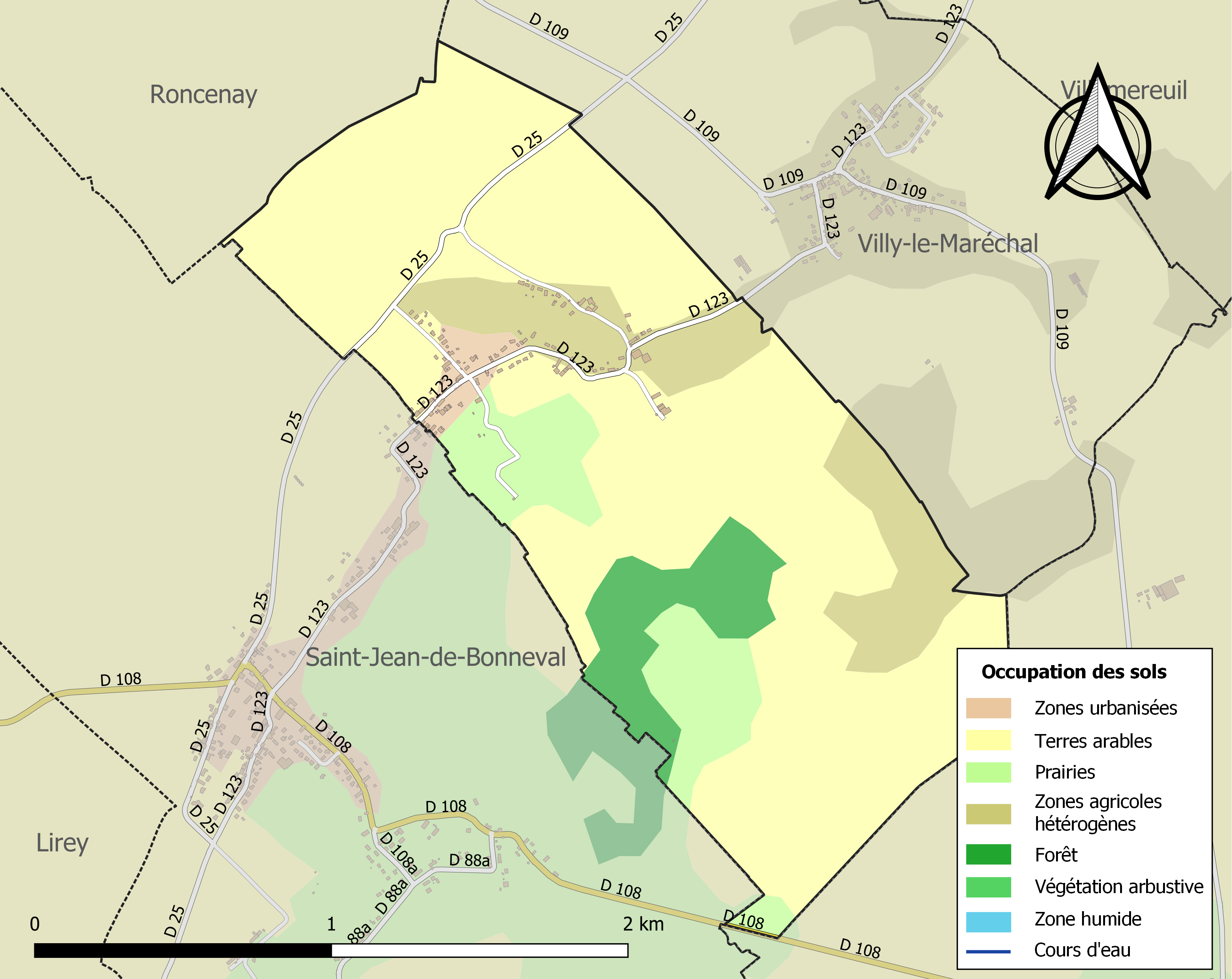
Carte des infrastructures et de l'occupation des sols de la commune en 2018 (CLC).

## Histoire
La seigneurie relevait d'Isle et pour la paroisse c'était une dépendance de Saint-Jean-de-Bonneval.
Le Temple avait des possessions et une partie de la seigneurie, attesté en 1328 et l'abbaye de Vauluisant avait une grange. Il y avait deux mottes féodales qui ont été réunies en un château attesté en 1367 et 1504 ; il n'en reste presque plus que le fossé.  En 1789, le village relevait de l'intendance et de la généralité de Châlons et de l'élection et du bailliage de Troyes.

## Politique et administration
| Période                                  | Période | Identité                                      | Étiquette | Qualité       |
| ---------------------------------------- | ------- | --------------------------------------------- | --------- | ------------- |
| mars 2001                                | 2026    | David Garnerin Réélu pour le mandat 2020-2026 |           | Fonctionnaire |
| Les données manquantes sont à compléter. |         |                                               |           |               |

## Démographie
En 1290 il y avait 40 feux
En 1787, 144 habitants de moins de sept ans.
L'évolution du nombre d'habitants est connue à travers les recensements de la population effectués dans la commune depuis 1793. Pour les communes de moins de 10 000 habitants, une enquête de recensement portant sur toute la population est réalisée tous les cinq ans, les populations de référence des années intermédiaires étant quant à elles estimées par interpolation ou extrapolation. Pour la commune, le premier recensement exhaustif entrant dans le cadre du nouveau dispositif a été réalisé en 2006.

En 2022, la commune comptait 137 habitants, en évolution de −6,16 % par rapport à 2016 (Aube : +0,7 %, France hors Mayotte : +2,11 %).
| 1793 | 1800 | 1806 | 1821 | 1831 | 1836 | 1841 | 1846 | 1851 |
| ---- | ---- | ---- | ---- | ---- | ---- | ---- | ---- | ---- |
| 157  | 172  | 172  | 165  | 151  | 162  | 152  | 150  | 148  |

| 1856 | 1861 | 1866 | 1872 | 1876 | 1881 | 1886 | 1891 | 1896 |
| ---- | ---- | ---- | ---- | ---- | ---- | ---- | ---- | ---- |
| 142  | 138  | 121  | 107  | 91   | 100  | 90   | 93   | 94   |

| 1901 | 1906 | 1911 | 1921 | 1926 | 1931 | 1936 | 1946 | 1954 |
| ---- | ---- | ---- | ---- | ---- | ---- | ---- | ---- | ---- |
| 77   | 69   | 59   | 50   | 55   | 59   | 56   | 44   | 38   |

| 1962 | 1968 | 1975 | 1982 | 1990 | 1999 | 2006 | 2011 | 2016 |
| ---- | ---- | ---- | ---- | ---- | ---- | ---- | ---- | ---- |
| 43   | 46   | 64   | 63   | 77   | 95   | 142  | 151  | 146  |

| 2021 | 2022 | - | - | - | - | - | - | - |
| ---- | ---- | - | - | - | - | - | - | - |
| 140  | 137  | - | - | - | - | - | - | - |

## Culture locale et patrimoine

### Lieux et monuments
Début 2017, la commune est « réputée sans clochers ».